# اینورسیا
اینورسیا (به انگلیسی: Inversija) یک شرکت هواپیمایی با کد یاتا IA است که در تاریخ ۱۹۹۱ میلادی تأسیس شده است. دفتر مرکزی اینورسیا در ریگا، لتونی واقع شده‌است و قطب این شرکت هواپیمایی در فرودگاه بین‌المللی ریگا قرار دارد.